# Eugenio Reffo
Eugenio Reffo (Torino, 2 gennaio 1843 – Torino, 9 maggio 1925) è stato un presbitero italiano confondatore insieme a san Leonardo Murialdo della Congregazione di San Giuseppe.
Ha esercitato inoltre la sua attività in vari giornali religiosi della Torino del suo tempo.

## Biografia

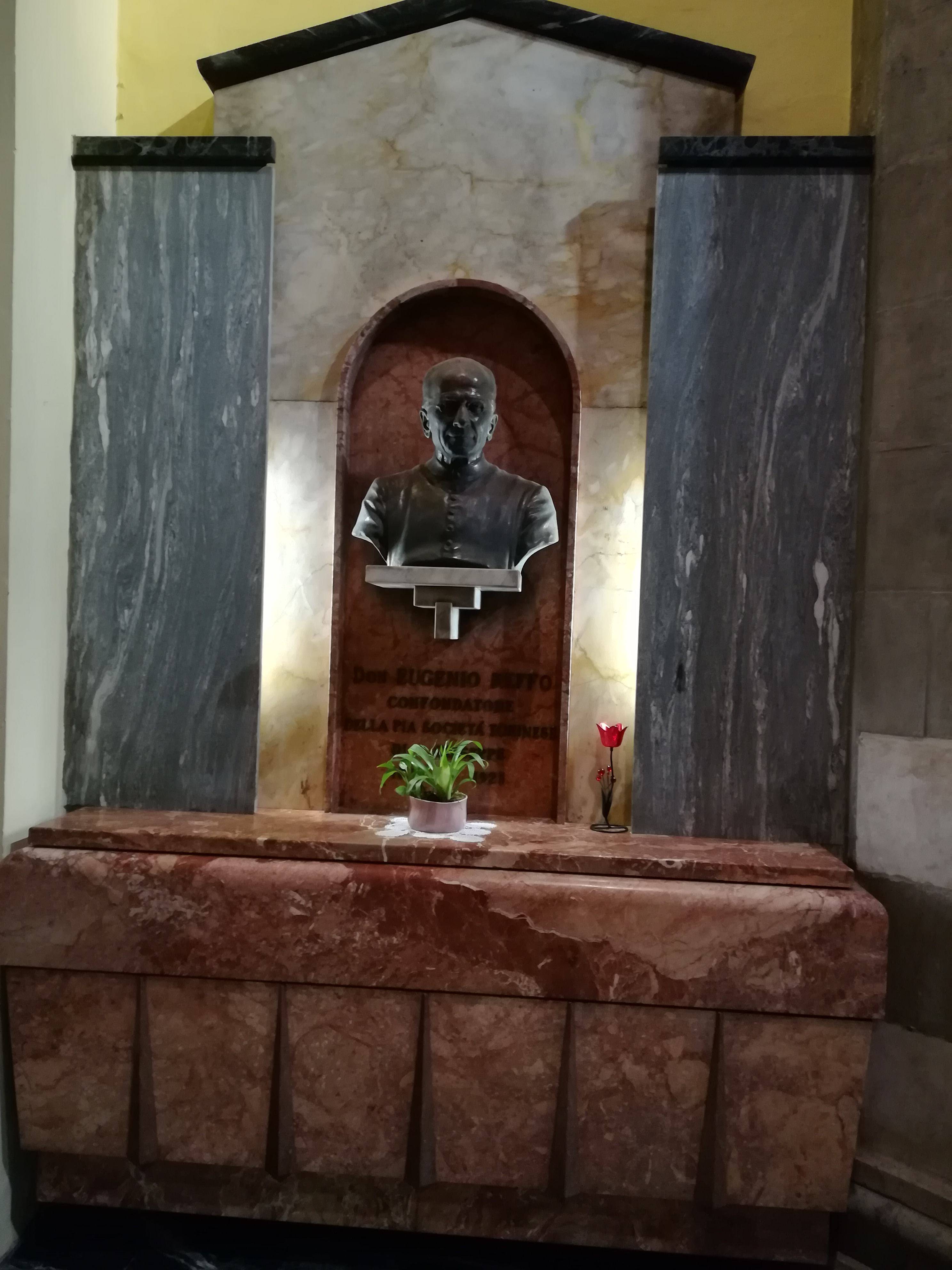
Tomba di Eugenio Reffo nella Chiesa della Salute in Torino.

Nasce a Torino il 2 gennaio 1843 come ultimo di cinque figli da Pietro Reffo e da Carolina Piana. Il suo fratello maggiore Enrico Reffo (1831-1917) divenne pittore. Viene battezzato poche ore dopo la sua nascita nella cattedrale metropolitana come Eugenio Giuseppe.
Da ragazzo studia presso i Fratelli delle scuole cristiane e presso un collegio scolastico dei Gesuiti. Raggiunge la laurea in filosofia nel 1861 ed intraprende l'insegnamento. Orientatosi in seguito a diventare sacerdote affronta gli studi ecclesiastici fino ad essere ordinato sacerdote il 26 maggio 1866. Inizia a collaborare con il giornale l'Unità Cattolica, collaborazione che in seguito si estende ad altri giornali.
Conosce san Leonardo Murialdo ed insieme con lui e con altre tre persone dà inizio alla Congregazione di San Giuseppe emettendo la sua professione religiosa nel giorno della sua fondazione il 19 marzo 1873. Si impegna per lo sviluppo e per il consolidamento della congregazione appena fondata.
Dal 1895 inizia ad avere problemi alla vista, problemi che si aggravano successivamente fino a portarlo alla completa cecità.
Alla morte di san Leonardo Murialdo non accetta l'elezione a superiore generale della congregazione lasciando il posto a don Giulio Costantino. Ne divenne superiore invece nel 1912 ma è costretto a lasciare l'incarico nel 1919 per l'aggravarsi dei suoi problemi di vista.
Muore a Torino il 9 maggio 1925 presso il Collegio Artigianelli.
I suoi resti sono stati riesumati e nel 1965 trasferiti presso la Chiesa della Salute in Torino dove è conservata ad oggi la sua sepoltura.

## Processo di beatificazione
Il processo di beatificazione si aprì nella Diocesi di Torino nel 1971 e continuò a livello diocesano fino al 1981. Trasferito a Roma il Reffo è stato nominato venerabile il 3 giugno 2014 e pochi giorni dopo papa Francesco ne decretò l'eroicità delle virtù.